# Populisme punitiu
El terme populisme punitiu es va emprar perquè es va detectar que des de la dècada dels vuitanta va haver un enduriment de les legislacions penals i un creixement molt accentuat de la població empresonada davant una demanda de la societat que va ser aprofitada pel poder polític per a fins electorals. Aquest fenomen és entès com un "símptoma o pressupost de la «cultura del control» de Garland".
Això de deu perquè hi ha dues denominacions diferents: punibilitat Populista (Bottoms), populisme penal (Pratt) i els mitjans de comunicació que tenen un paper important.

## Punibilitat Populista
Segons Borroms, consisteix que els polítics li donen veu al poble per posar les mesures que ells volen, on els polítics prenen les iniciatives polítiques en nom del poble, (de dalt a baix). Ús del dret penal pels polítics en nom del públic, guillat per 3 assumpcions:
- Esperen que es redueixi el delicte. Creuen que recórrer a una major punibilitat tindrà un efecte en la reducció de la taxa de delinqüència a través de la dissuasió general i / o incapacitació

- Creuen que pot a ajudar a reforçar els valors. Segons quins tipus d'activitat especialment on com en el camp de les drogues hi ha un grau de resposta moral cap a l'activitat en qüestió.

- Satisfer l'electorat, en termes de campanyes polítiques.

Bottoms argumenta que el que ens reflecteixen les enquestes no es pot prendre com a referència al que pensen les persones sobre el delicte. En general la societat sol posar menys pena de la que poden posar els jutges, excepte quan són casos que els afecten directament, l'opinió pública no és el mateix que punibilitat populista.
Es fa un ús polític sobre el que creuen que la gent vol en matèria de política criminal en els seus propis fins. En alguns països es produeix l'estratègia bàsica de bifurcació, això fa que s'augmentin les penes per als delinqüents que delinqueixen amb més gravetat i disminueixen aquestes per als delinqüents menors. Aquesta estratègia també atrau actors no polítics com els jutges, ja que és vist com:
- Un intent de reforçar el consens moral en la societat contra certs tipus d'activitat seriosament antisocial.

- Un desig de ser el més complaent possible per als polítics davant de l'escalada dels costos del sistema de presó.

- Tal vegada com un efecte ideològic difús pel qual el concepte de bifurcació, originalment adoptat en un país donat per raons polítiques, es convertís en una mena de sentit comú rebut i, per tant, fàcilment capaç de ser adoptat per actors no polítics.

El 2003 es van fer dues reformes
- Es diu que el ciutadà té dret a conèixer amb certesa la manera en la qual se li aplicaran les penes per així evitar la inseguretat jurídica. S'utilitza el dret del ciutadà de saber per introduir la llei.

- Donant satisfacció a una opinió del públic.

## Populisme Penal
Segons Pratt, fa referència que hi ha canvis culturals on s'ha de tenir en compte la víctima i la persona. Es parteix del fet que tal com està muntada la política criminal diu que els delinqüents i els presos han estat afavorint-se a costa de les víctimes i de la gent que si compleix amb les normes.
Cerca molt més la divisió que la unió entre les persones que compleixen les normes i les persones que delinqueixen i no respecten les normes. Separació entre el nosaltres i ells. Les víctimes i les persones que no delinqueixen tenen dret a decidir sobre les persones que delinqueixen.
Les democràcies tenen el perill conegut com una tirania de majoria, això dona lloc al fet que les minories no poden opinar. Per això es posa uns límits a aquestes majories però el que passa aquí és que decideixen treure aquests límits i escoltar a aquesta majoria. En privilegiar les expectatives penals del públic sobre les de l'establiment de la justícia penal, es dedueix que hi ha un caràcter antiintel·lectual de sentit comú al populisme punitiu, ja que l'antiintelectualismo no està molt a favor de discurs dels experts. Aquí es deixa de veure que els experts són els que donen bones idees per a la política criminal i es veu com el grup que es posa al mig per impedir l'opinió popular. La base de tot és que es comença a considerar que el millor indicador per elaborar una Política Criminal és l'experiència personal, no a partir d'estudis. La manera de fer política criminal no es basa en el coneixement dels experts sinó en l'opinió de la gent. El coneixement directe de la gent comença acollir molta importància i molt valor.
Es fa política criminal basant-se en l'experiència de la víctima, es busca donar-li veu i vot, Es trenca amb la fredor del sistema penal i amb la idea del sistema penal com una cosa fred i inhumà.

## Mitjans de Comunicació
El paper dels mitjans és important perquè informen a la gent del que està passant i també perquè de les infinites demandes que hi ha a la societat possibiliten unes i no unes altres. La visió que tenim és que els mitjans tenen la culpa de tot perquè no representen bé la delinqüència, només recullen els delictes més violents etc. En el debat que pugui existir un bon estudi ens pot ajudar a veure si els mitjans recullen els interessos de les persones i els transmeten als polítics o al revés.
Els mitjans de comunicació en la punibilitat, el fonamental pel que són importants és per una cosa que es diu Agenda-setting que fa referència a la capacitat que tenen els mitjans per posar en debat determinats mitjans. La gent sol parlar del que parlen els mitjans de comunicació, aquests no diuen a la gent el que han de pensar però si sobre el que han de pensar, és a dir tenen una capacitat molt forta de posar els temes sobre els quals es discuteix.
Sabem que hi ha una correlació molt alta entre l'atenció mediàtica de la delinqüència i la preocupació de la gent per la delinqüència, però no hi ha moltes relacions entre aquesta preocupació i l'evolució de la delinqüència registrada.